# Josué Pesqueira
Josué Filipe Soares Pesqueira (Ermesinde, 17 september 1990) is een Portugese voetballer.

## Spelersloopbaan
Josué zat vanaf 2007 bij de jeugdopleiding van FC Porto en Padroense FC. In 2009 werd hij uitgeleend aan Sporting Covilhã en het jaar daarop aan Penafiel. FC Porto besloot hem ook voor het derde jaar te verhuren, ditmaal aan VVV-Venlo, waar hij gedurende het seizoen 2010/11 voor uitkwam. Na twee succesvolle seizoenen bij FC Paços de Ferreira werd hij in 2013 teruggehaald door Porto waar hij een contract voor vier seizoenen tekende. In 2014 werd hij voor twee seizoenen uitgeleend aan het Turkse Bursaspor en in 2016 voor één seizoen verhuurd aan Galatasaray. In 2021 vertrok de middenvelder naar Legia Warschau, waar hij uitgroeide tot aanvoerder. Josué kwam in oktober 2023 negatief in het nieuws, toen hij na afloop van een uitwedstrijd bij AZ in de UEFA Conference League werd gearresteerd. Het Openbaar Ministerie stelde een onderzoek naar hem in op verdenking van mishandeling van AZ-personeel. In augustus 2024 vertrok Josué naar Brazilië, waar hij een contract tekende bij Coritiba FC.

## Statistieken
| 2008/09                                | FC Porto             | Primeira Liga   | 0   | 0  | 0  | 0  | 2  | 0  | 2   | 0  |
| 2009/10                                | → Sporting Covilhã   | Liga de Honra   | 5   | 1  | 1  | 1  | 3  | 0  | 9   | 2  |
| 2009/10                                | → FC Penafiel        | Liga de Honra   | 14  | 1  | 0  | 0  | 0  | 0  | 14  | 1  |
| 2010/11                                | → VVV-Venlo          | Eredivisie      | 13  | 0  | 1  | 0  | 0  | 0  | 14  | 0  |
| 2011/12                                | FC Paços de Ferreira | Primeira Liga   | 19  | 0  | 2  | 0  | 2  | 1  | 23  | 1  |
| 2012/13                                | FC Paços de Ferreira | Primeira Liga   | 23  | 0  | 5  | 1  | 5  | 4  | 33  | 5  |
| 2013/14                                | FC Porto             | Primeira Liga   | 20  | 4  | 4  | 0  | 11 | 1  | 35  | 5  |
| 2014/15                                | → Bursaspor          | Süper Lig       | 30  | 7  | 9  | 2  | —  | —  | 39  | 9  |
| 2015/16                                | → Bursaspor          | Süper Lig       | 14  | 0  | 2  | 0  | 1  | 0  | 17  | 0  |
| 2015/16                                | → SC Braga           | Primeira Liga   | 12  | 2  | 3  | 1  | 7  | 2  | 22  | 5  |
| 2016/17                                | → Galatasaray        | Süper Lig       | 25  | 2  | 8  | 2  | —  | —  | 33  | 4  |
| 2017/18                                | Osmanlıspor          | Süper Lig       | 9   | 0  | 1  | 0  | —  | —  | 10  | 0  |
| 2018/19                                | Akhisar Belediyespor | Süper Lig       | 20  | 2  | 4  | 2  | 5  | 0  | 29  | 4  |
| 2019/20                                | Hapoel Beër Sjeva    | Ligat Ha'Al     | 28  | 4  | 4  | 2  | 0  | 0  | 32  | 6  |
| 2020/21                                | Hapoel Beër Sjeva    | Ligat Ha'Al     | 25  | 9  | 0  | 0  | 9  | 4  | 34  | 13 |
| 2021/22                                | Legia Warschau       | Ekstraklasa     | 30  | 2  | 4  | 1  | 10 | 0  | 44  | 3  |
| 2022/23                                | Legia Warschau       | Ekstraklasa     | 32  | 12 | 5  | 3  | —  | —  | 37  | 15 |
| 2023/24                                | Legia Warschau       | Ekstraklasa     | 32  | 9  | 2  | 0  | 15 | 2  | 49  | 11 |
| 2024                                   | Coritiba FC          | Série B         | 14  | 1  | 0  | 0  | 0  | 0  | 14  | 1  |
| Carrière totaal                        | Carrière totaal      | Carrière totaal | 365 | 66 | 55 | 15 | 70 | 14 | 489 | 85 |
| Bijgewerkt tot en met 25 december 2024 |                      |                 |     |    |    |    |    |    |     |    |

°Overige officiële wedstrijden, te weten UEFA Champions League, UEFA Europa League, UEFA Conference League, Taça da Liga, Poolse supercup, Portugese supercup, Turkse supercup en play-off.
| Interlands van Josué Pesqueira voor Portugal | Interlands van Josué Pesqueira voor Portugal | Interlands van Josué Pesqueira voor Portugal | Interlands van Josué Pesqueira voor Portugal | Interlands van Josué Pesqueira voor Portugal | Interlands van Josué Pesqueira voor Portugal |
| №                                            | Datum                                        | Wedstrijd                                    | Uitslag                                      | Competitie                                   | Goals                                        |
| Als speler van FC Porto                      | Als speler van FC Porto                      | Als speler van FC Porto                      | Als speler van FC Porto                      | Als speler van FC Porto                      | Als speler van FC Porto                      |
| -------------------------------------------- | -------------------------------------------- | -------------------------------------------- | -------------------------------------------- | -------------------------------------------- | -------------------------------------------- |
| 1                                            | 11 oktober 2013                              | Portugal – Israël                            | 1 – 1                                        | WK-kwalificatie                              | 0                                            |
| 2                                            | 15 oktober 2013                              | Portugal – Luxemburg                         | 3 – 0                                        | WK-kwalificatie                              | 0                                            |
| 3                                            | 15 november 2013                             | Portugal – Zweden                            | 1 – 0                                        | WK-kwalificatie                              | 0                                            |
| 4                                            | 5 maart 2014                                 | Portugal – Kameroen                          | 5 – 1                                        | vriendschappelijk                            | 0                                            |